# Centre pénitentiaire de Marseille
Pour les articles homonymes, voir Les Baumettes.
Le centre pénitentiaire de Marseille-Baumettes, plus connu sous le nom de « prison des Baumettes », est une prison située au 239 chemin de Morgiou, à Marseille, dans le 9e arrondissement. Elle est à la fois un centre de peines aménagées, un centre de détention pour femmes et une maison d'arrêt. Il comporte deux bâtiments destinés aux hommes, une Unité hospitalière sécurisée inter-régionale (UHSI) située à l'hôpital nord, une Unité hospitalière spécialement aménagée (UHSA) créée dans le but de recevoir les détenus atteint de troubles psychiatriques en pleine décompensation, ainsi qu'un bâtiment destiné aux femmes dans lequel sont également incarcérées les détenues mineures.

## Historique

### XXesiècle
Elle fut construite entre 1933 et 1939 au sud de la ville et comporte 1 373 places, dont 1 182 réservées aux hommes. Mais la prison est frappée de surpopulation carcérale, avec 1 769 détenus (fin 2012), en majorité des hommes, sur une surface de 30 370 m2. Certaines cellules de 9 m2 comptent jusqu'à trois détenus. La prison contient un quartier maison d'arrêt pour femmes.

### XXIesiècle
En décembre 2012, un rapport du Contrôleur général des lieux de privation de liberté, constatant l'état alarmant de la prison des Baumettes, déplore une violation grave des droits fondamentaux des personnes privées de liberté,,. À la suite de ce rapport, le tribunal administratif de Marseille ordonne en décembre 2012 à l’administration pénitentiaire de remettre en état les cellules ainsi que plusieurs équipements, sous un délai de trois mois. La rénovation commence dans la foulée et 848 cellules sont concernées par ces travaux.
L'État est condamné en 2020 après le suicide le 8 juillet 2013 d'un détenu très fragile psychologiquement. Le 7 janvier 2014, un détenu séquestre la directrice pendant trois heures avant de se rendre dans le calme.

#### Suicide de Luc Viviani
En août 2020, le père d'un prévenu en détention provisoire aux Baumettes porte plainte pour « homicide involontaire » et « non-assistance à personne en danger » après que celui-ci, un ancien professeur de mathématiques d’Aubagne, très fragile psychiquement, s'est suicidé dans sa cellule,,; une enquête interne et une mission d'inspection sont ouvertes ; le rapport de la mission est attendu le 1ᵉʳ décembre. La famille porte plainte, et un collectif « vérité et justice pour Luc Viviani » voit le jour pour déterminer et faire connaître les circonstances du suicide,. Dans l'attente des résultats de l’information judiciaire ouverte pour « recherches des causes de la mort », le rapport d’enquête administrative écarte la responsabilité du centre pénitentiaire mais relève une série de dysfonctionnements qui ont conduit à placer deux mois en détention provisoire un homme très fragile psychologiquement pour des faits mineurs, et à ignorer ses menaces répétées de se suicider,. Un an après le drame, le collectif maintient la pression symboliquement en manifestant devant l'établissement le 2 de chaque mois.

#### Première extension
La rénovation de la prison des Baumettes à Marseille, qualifiée « d'endroit répugnant » par le Conseil de l'Europe, « ne peut plus attendre », ont conclu deux parlementaires de l'opposition lors d'une visite inopinée pour la journée des droits de l'Homme en décembre 2006. Or cette rénovation est en projet depuis 1999 et devrait prendre une dizaine d'années. Le budget de rénovation accordé est de 152 millions d'euros. La destruction et la reconstruction du bâtiment réservé aux femmes seront la première étape de la rénovation. Il est à noter que le mur d'enceinte de la prison, œuvre de Gaston Castel, est classé et que la rénovation du site impose sa préservation.
Un chantier de rénovation, annoncé en 2012 par le ministère de la Justice, est prévu pour s'étaler de 2013 à 2016.
Le 14 novembre 2013, Christiane Taubira, Garde des Sceaux, pose la première pierre de l'extension du centre pénitentiaire de Marseille, dénommé « Baumettes 2 ». L'extension sera construite à l'emplacement de l'ancien centre pénitentiaire pour femmes, parti temporairement dans l'ancien quartier des mineurs. Le nouveau bâtiment accueillera le quartier maison d'arrêt pour femmes de 94 places et deux quartiers maison d'arrêt pour hommes de 479 places au total, d’un quartier d’accueil et d’évaluation, d’un atelier de travail, d’un pôle d’insertion et de prévention de la récidive et d’un équipement sportif. Le nouveau bâtiment est livré en 2017.
La fermeture du bâtiment historique des Baumettes a lieu le 28 juin 2018.

#### Seconde extension
Une seconde extension est lancée en 2021. Le projet, nommé « Baumettes 3 », prévoit sur le site du bâtiment historique qui sera démoli, un quartier maison d'arrêt de 740 places. En février 2021, Eiffage est retenu pour sa construction. De septembre 2021 à septembre 2022, il est prévu la démolition des Baumettes historiques. Au second semestre 2022, ce sera le démarrage des travaux pour une réception prévue en 2025. Le 22 septembre 2021, la destruction des Baumettes dites « historiques » commencent.

## Organisation

### Baumettes, bâtiment d'origine

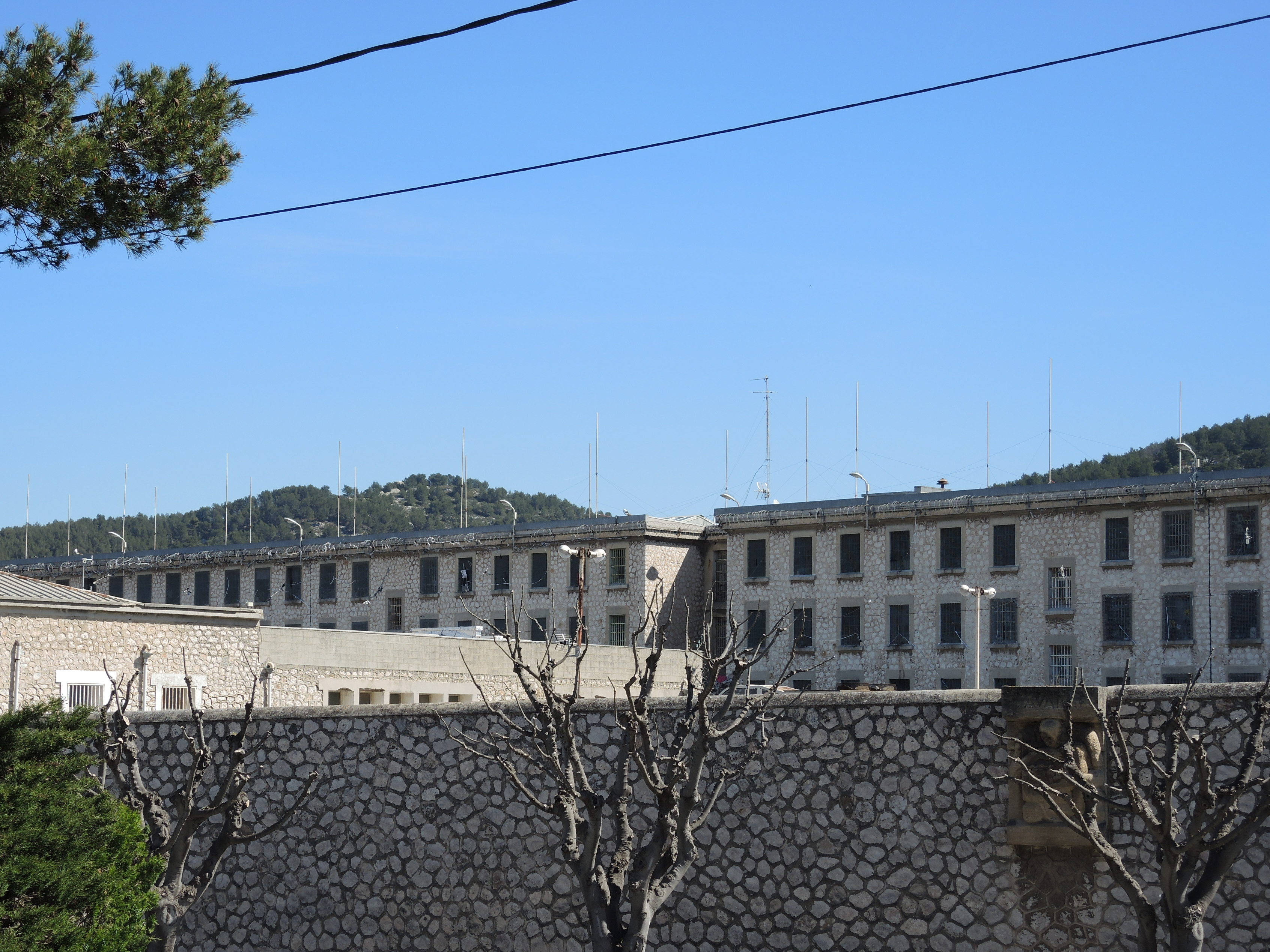
Bâtiment d'origine.

Le bâtiment historique était composé de plusieurs entités spécifiques :
- la maison d'arrêt des hommes composée de 1 182 places réparties sur quatre bâtiments ;
- la maison d'arrêt femmes comprenant quatre-vingts places en maison d'arrêt, trois places en semi-liberté, un quartier destiné aux mineures et quatre cellules doubles pour les jeunes mamans ;
- un centre de semi-liberté de vingt-quatre cellules doubles.

### Baumettes 2

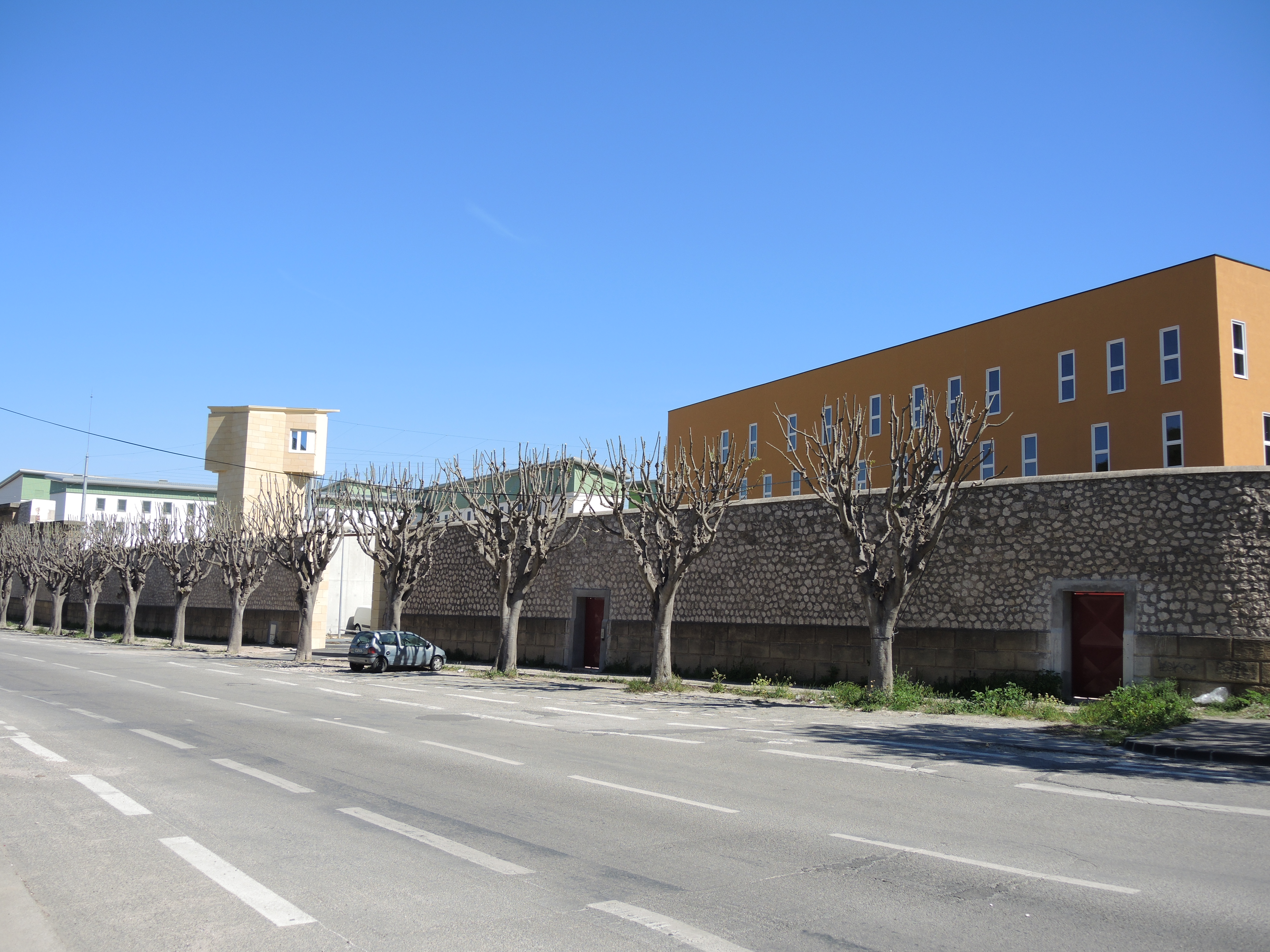
Baumettes 2.

Le centre pénitentiaire de Marseille, à la suite de la fermeture du bâtiment historique et à l'ouverture du bâtiment appelé Baumettes 2, comprend :
- deux quartiers Maison d'arrêt pour hommes avec 436 cellules pour 500 places ;
- un quartier Maison d'arrêt pour femmes avec 102 cellules pour 105 places ;
- un quartier Mineurs femmes avec 9 places ;
- un quartier Centre de détention pour femmes avec 58 cellules pour 60 places ;
- un quartier Peines aménagées pour hommes de 24 places qui remplace le centre de semi-liberté.

## Travail et formation
Les détenus peuvent travailler au façonnage, conditionnement ou à l'atelier automobile (soixante places).
Il y a des formations de maçonnerie / béton armé (quatorze places), électricité (quatorze places), informatique / utilisation de logiciels (quatorze places), techniques audiovisuelles (huit places), chantier-école bâtiment (quatorze places), service et cuisine en restauration (quatorze places) et des cours de remise à niveau.

## Détenus notables
- Louise Alcan, résistante et écrivaine française
- Maurice Arreckx, homme politique français
- Mario Atzinger, photographe autrichien
- Gérard Avran, survivant de la Shoah
- Ali Ben Yanes (condamné à mort exécuté dans l'établissement)
- André Bernard, électricien, correcteur de presse, réfractaire au service militaire et anarchiste non violent français
- Mélanie Berger-Volle, couturière, militante trotskiste et résistante française
- Wilhelm Bittrich, général allemand
- Robert Bonnaud, historien et militant anticolonialiste français
- Mohamed Boudia, dramaturge et militant indépendantiste algérien
- Joseph Cesari, chimiste producteur d'héroïne, membre de la French Connection
- Rolland Courbis, footballeur, entraîneur et animateur radio français
- Charles Debbasch, juriste et universitaire français
- Thierry Derlan, braqueur français
- Souleymane Diawara, footballeur sénégalais
- Hamida Djandoubi (condamné à mort exécuté dans l'établissement)
- Charles-Gilbert de La Chapelle, officier de cavalerie français
- Camille Ernst, haut fonctionnaire et préfet français
- Didier Gentil
- René Hirschler, rabbin français
- Louisette Ighilahriz, militante nationaliste algérienne
- Joseph Joanovici, ferrailleur français d'origine juive russe
- Georges Journois, résistant et général de brigade français
- Louise Kassis, médecin français
- Boualem Khalfa, journaliste et militant politique algérien
- René la Combe,  homme politique et résistant français
- Mostefa Lacheraf,  écrivain, historien, sociologue et homme politique algérien
- Christian Marletta
- Albert Millet, tueur multirécidiviste français
- Abane Ramdane, militant politique et révolutionnaire algérien
- Christian Ranucci (condamné à mort exécuté dans l'établissement)
- Dylan Robert, acteur français
- Richard Roman,
- Gabrielle Russier, professeure agrégée de lettres
- Patrick Salameh, tueur en série et braqueur français
- Albert Spaggiari, malfaiteur français d'origine italienne
- Bernard Tapie, homme d'affaires et homme politique français
- Jacques Trolley de Prévaux, amiral et résistant français
- Nick Venturi, criminel français
- Jane Vialle, journaliste, résistante et femme politique française
- Julien Villevieille, ancien déporté et ancien résistant français
- Irene Wosikowski, militante politique allemande
- Ali Yata, homme politique et leader communiste marocain
- Tany Zampa, criminel français
- Antoine Zattara
- Nelly Huri (1907-1998), résistante
- Francis le Belge (criminel et parrain du milieu marseillais)

## Peines capitales
À compter de la loi du 24 juin 1939 (abolissant les exécutions capitales en public), les Baumettes furent désignées pour accueillir la guillotine dans les Bouches-du-Rhône, à la place de la prison départementale Chave. Le premier supplice y eut lieu le 10 novembre 1949, et dix autres condamnés y furent décapités jusqu'en 1961. En 1952, une modification de la loi désigna Marseille comme unique lieu d'exécution des condamnés dépendant de la cour d'appel d'Aix-en-Provence, à savoir jugés à Nice, Draguignan et Digne.
Trois des quatre dernières exécutions capitales en France eurent lieu aux Baumettes : Ali Ben Yanès le 12 mai 1973, Christian Ranucci le 28 juillet 1976 et la dernière Hamida Djandoubi le 10 septembre 1977 .

## Filmographie
Films de cinéma ou films documentaires évoquant le centre pénitentiaire de manière significative.
- 2012 : Être là, documentaire réalisé par Régis Sauder[26].
- 2020 : Des hommes, réalisé par Alice Odiot et Jean-Robert Viallet, fruit de vingt-cinq jours d'immersion dans le centre pénitentiaire marseillais[27].
- 2020 : BAC Nord, réalisé par Cédric Jimenez.
- 2021 : Stillwater, réalisé par Tom McCarthy.